# Понте-Ніцца
Понте-Ніцца (італ. Ponte Nizza) — муніципалітет в Італії, у регіоні Ломбардія, провінція Павія.
Понте-Ніцца розташоване на відстані близько 430 км на північний захід від Рима, 70 км на південь від Мілана, 38 км на південь від Павії.
Населення — 824 особи (2014).

## Демографія
Населення за роками:

Станом на 1 січня 2023 року в муніципалітеті офіційно проживали 62 іноземці з 12 країн, серед них 18 громадян країн Євросоюзу та 19 громадян України.

## Сусідні муніципалітети
- Баньярія
- Чечима
- Годіаско
- Грем'яско
- Монтезегале
- Валь-ді-Ніцца
- Варці